# پالاتا
پالاتا (به ایتالیایی: Palata) یک منطقهٔ مسکونی در ایتالیا است که در استان کامپوباسو واقع شده‌است.

## خصوصیات
پالاتا ۴۳٫۶ کیلومترمربع مساحت و ۱٬۹۱۴ نفر جمعیت دارد.

## خواهرخوانده
شهر Gmina Raszków خواهرخواندهٔ پالاتا هست.